# プエルト・バヤルタ国際空港
プエルト・バヤルタ国際空港（プエルトバヤルタこくさいくうこう）は、メキシコのハリスコ州、プエルト・バヤルタにある国際空港である。空港の公式名称には前大統領グスタボ・ディアス・オルダスの名前が使われている。
プエルト・バヤルタは太平洋岸のリゾート地で、アメリカやカナダから大勢の観光客が訪れる。

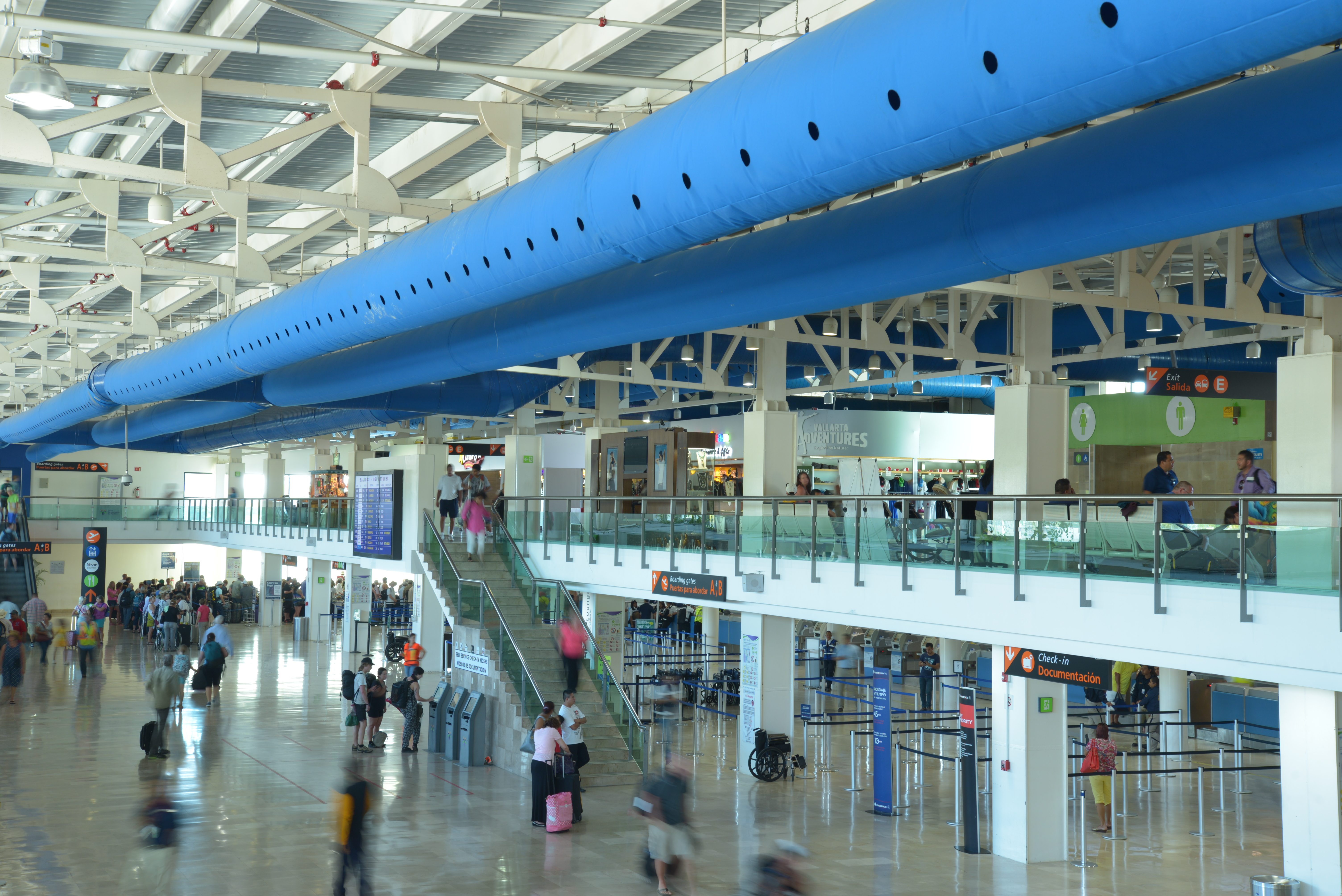
ターミナル内部

## 主な航空会社
- ボラリス
- ビバアエロブス
- アエロメヒコ航空
- マグニチャーターズ
- アメリカン航空
- デルタ航空
- ユナイテッド航空
- アラスカ航空
- フロンティア航空
- スピリット航空
- ジェットブルー航空
- サンカントリー航空
- エア・カナダ
- ウエストジェット航空
- エア・トランザット
- サンウィング航空
- Swoop (航空会社)
- コパ航空
- TUIエアウェイズ
- フィンエアー

## 主な就航路線
旅客数上位 : メキシコシティ、ロサンゼルス、ダラス/フォートワース、モンテレイ、ヒューストン